# あきた白神温泉
あきた白神温泉（あきたしらかみおんせん）は、秋田県山本郡八峰町にある温泉。

## 泉質
- 弱アルカリ性単純温泉
  - 泉温　20.6℃

## 温泉地
日本海沿いの土地に、一軒宿の「あきた白神温泉ホテル」が存在する。日帰り入浴可能。
ホテルとはいえ、規模は小さい。料理は海と山の幸を使用した食材が提供される。白神山地や日本海沿いの観光拠点として使用されている。

## 歴史
2011年（平成23年）5月にリニューアルオープンした。

## アクセス
鉄道
- JR五能線東八森駅より徒歩10分。

自動車
- 秋田自動車道能代東ICより車で30分。